# Apače (gmina Kidričevo)
Apače – wieś w Słowenii, w gminie Kidričevo. W 2018 roku liczyła 788 mieszkańców.